# Džeser-Džeseru
Džeser-Džeseru neboli Nejposvátnější z posvátných je egyptský chrám, který nechala za své vlády postavit egyptská královna Hatšepsut (trůnním jménem Maatkare), jako svůj zádušní chrám, v němž živí mohou konat obřady zajišťující zesnulému věčný návrat. Stavba se nachází v Dér el-Bahrí a jejím hlavním architektem byl velký správce Senenmut.

## Popis chrámu

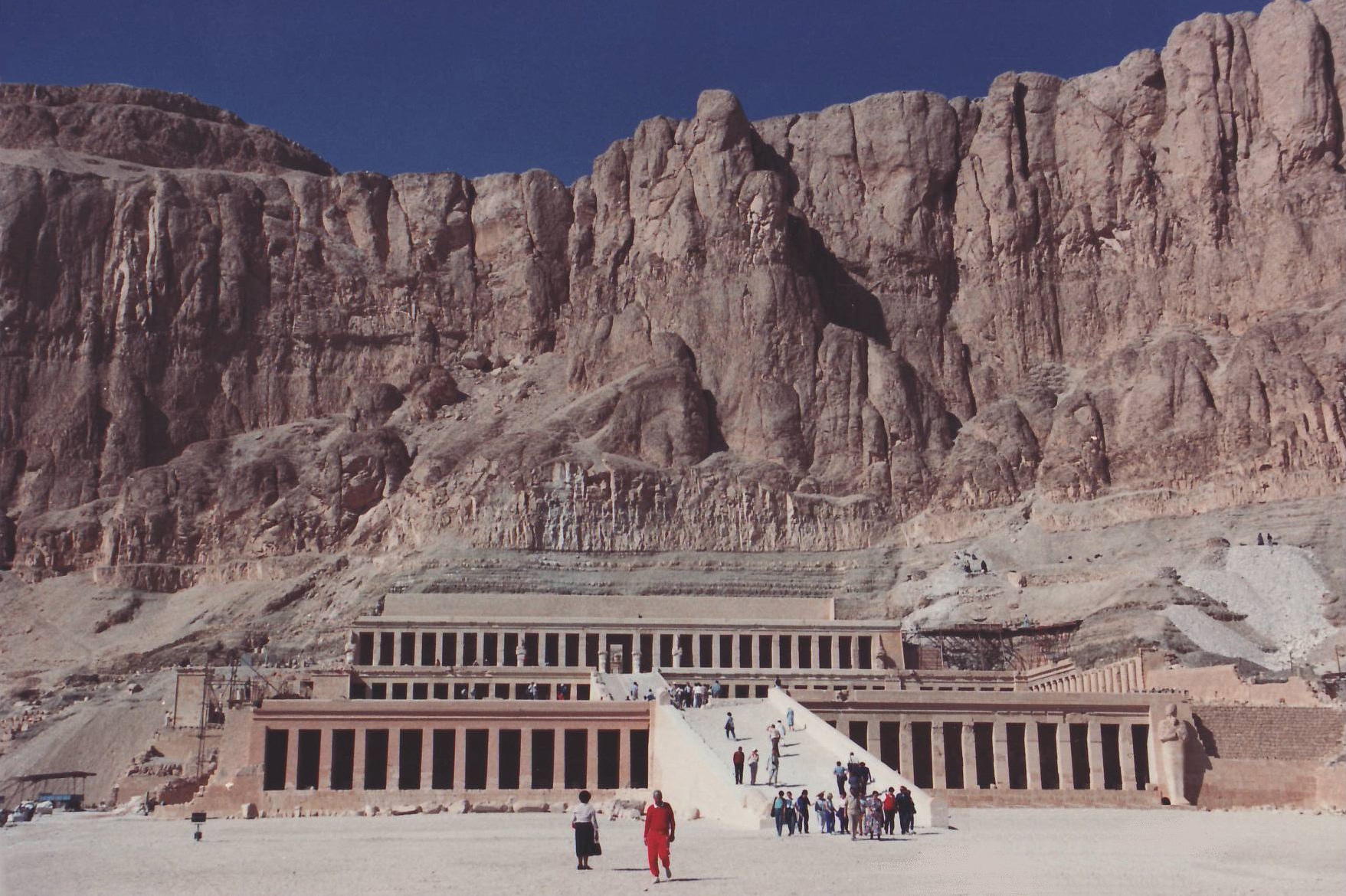
chrám v porovnání se skálami za ním

Chrám je vybudován na severní straně přírodního skalního amfiteátru, uspořádán do třech vodorovných, stupňovitě umístěných teras s průčelím, které tvoří majestátní sloupořadí.Uměle vybudované terasy jsou rozděleny na přesné poloviny dvěma vzestupnými přístupovými rampami. Plánovanou, i když nejspíše nikdy nedokončenou součástí celého komplexu měl být i údolní chrám.

## Výzdoba chrámu
Výzdoba chrámu se týká především znázorněním královnina božského původu (tajemný posvátný sňatek – spojení boha se smrtelnou ženou (theogamie), v našem případě boha Amona s Hatšepsutinou matkou Ahmosou), jiné zobrazují výjevy z jejího narození a mládí, další náměty zas oslavují Hatšepsut jako panovnici, která věrně chrání památky předků, pečuje o kult bohů i její stavitelskou činnost (viz doprava dvou obelisků do Théb). Jedním z důležitých námětů je  výprava do bájné země Punt. Severní strana prvního portiku zůstala vyhrazena námětům, typickým pro zádušní chrámy, jako proměny před znovuzrozením nebo výjev prvotní mokřiny.